# ترون: آرس
ترون: آرس (به انگلیسی: Tron: Ares) فیلم علمی تخیلی آمریکایی است که توسط والت دیزنی پیکچرز تولید و توسط استودیو سینمایی والت دیزنی توزیع خواهد شد. این فیلم دنباله ترون: میراث (۲۰۱۰) بوده و سومین فیلم بلند کلی از فرنچایز ترون است، و توسط یواخیم رانینگ کارگردانی شده و با فیلمنامه ای از جسی ویگوتو و تهیه کنندگی جرد لتو، جاستین اسپرینگر و اما لودبروک تولید می‌شود. در این فیلم جرد لتو، ایوان پیترز، گرتا لی، جودی ترنر-اسمیت، کامرون مانهن، سارا دژاردین و جیلین اندرسون به ایفای نقش پرداخته‌اند.

## بازیگران
- جرد لتو در نقش آرس
- ایوان پیترز
- گرتا لی
- جودی ترنر-اسمیت
- کامرون مانهن
- سارا دژاردین
- جیلین اندرسون

## تولید

### توسعه

#### توسعه اصلی دنباله ترون: میراث
ساخت دنباله ای برای ترون: میراث در اکتبر ۲۰۱۰ توسط خالق فرنچایز، استیون لیزبرگر اعلام شد، که در آن فیلمنامه نویسان میراثادوارد کیتسیز و آدام هوروویتس قرار بود بازگردند. در آوریل ۲۰۱۱، کارگردان جوزف کوشینسکی اظهار داشت که فیلمنامه هنوز در حال توسعه است و شخصیت‌های سم فلین و کورا را در دنیای واقعی دنبال می‌کند. در ۳۱ مارس، کوشینسکی گفت که انتظار می‌رود فیلمنامه این فیلم تا دو هفته دیگر به پایان برسد و عنوان کاری آن TR3N است. در ماه ژوئن، گزارش شد که فیلمنامه‌نویس دیوید دی گیلیو برای نوشتن فیلمنامه استخدام شده‌است، زیرا کیتسیز و هوروویتس برای ساخت سریال تلویزیونی روزی روزگاری پروژه را رها کردند. در مارس ۲۰۱۲، بروس باکسلیتنر اظهار داشت که معتقد است فیلمبرداری می‌تواند در اوایل سال ۲۰۱۴ آغاز شود، زیرا کوشینسکی پس از تعهداتش به فیلم فراموشی در دسترس قرار گرفته بود. در ژوئن، کیتسیز و هوروویتس اعلام کردند که هنوز درگیر این پروژه هستند، و جسی ویگوتو تا دسامبر برای بازنویسی فیلمنامه استخدام شد. در همان ماه، بازگشت باکسلیتنر و گرت هدلند برای قسمت دوم تأیید شد.
در مارس ۲۰۱۵، اعلام شد که دیزنی به‌طور رسمی چراغ سبز سومین فیلم را با حضور هدلند، کوشینسکی و اولیویا وایلد روشن کرده‌است و قرار است تولید در اکتبر در ونکوور آغاز شود. با این حال، در ماه مه اعلام شد که دیزنی فیلم را کنار گذاشته‌است، که توسط وایلد در ماه بعد تأیید شد. دلیل لغو این فیلم در نتیجه شکست باکس آفیس سرزمین فردا اعلام شد. در ماه ژوئیه، باکسلیتنر اعلام کرد که لغو فیلم به علاقه او برای بازگشت به فرنچایز پایان داده‌است، در حالی که در سپتامبر هدلند اعلام کرد که به او گفته شده‌است که دنباله فیلم «کاملاً نمرده‌است» و علاقه‌مند به بازگشت به این فرانچایز است اگر فیلم جدیدی اعلام شود
در اوت ۲۰۱۶، بریگام تیلور، که در آن زمان یکی از مدیران توسعه در دیزنی بود، فاش کرد که بحث‌هایی دربارهٔ آینده ترون در جریان است. در فوریه ۲۰۱۷، در طی یک جلسه پرسش و پاسخ با کوشینسکی، او اظهار داشت که دنباله فیلم بیشتر در حالت «انجماد برودتی» قرار دارد، و به‌طور کامل لغو نشده‌است. او خرید اخیر لوکاس‌فیلم و مارول توسط دیزنی را به‌عنوان دلایلی برای قرار گرفتن ترون در پشت‌بازی می‌دانست.

#### راه اندازی مجدد
در مارس ۲۰۱۷، علیرغم اظهارات کوشینسکی در ماه قبل، گزارش شد که فرنچایز به جای دنباله‌ای برای میراث به سمت یک راه‌اندازی مجدد حرکت می‌کند، که در آن جرد لتو برای به تصویر کشیدن شخصیت جدیدی به نام «آرس»، شخصیتی که از قسمت‌های قبلی حفظ شده بود، از یک فیلمنامه جدید استخدام شده‌است. در اوت ۲۰۲۰، گارث دیویس برای کارگردانی این فیلم استخدام شد و ویگوتو همچنان درگیر نوشتن فیلمنامه بود. پاتریس ورمت در آن زمان به عنوان طراح تولید فیلم استخدام شده بود.
در مارس ۲۰۲۲، لتو هنگام تبلیغ موربیوس تأیید کرد که تولید این فیلم همچنان ادامه دارد. در ژانویه ۲۰۲۳، دیویس به عنوان کارگردان کنارگیری کرد و یواخیم رانینگ وارد مذاکره برای انتخاب کارگردانی شد. ورمت همچنین به عنوان طراح تولید کنار رفت. در ماه ژوئن، ایوان پیترز، گرتا لی و جودی ترنر-اسمیت به بازیگران پیوستند. کامرون مانهن و سارا دژاردین در ماه بعد اضافه شدند. در ژانویه ۲۰۲۴، جیلین اندرسون در نقشی نامعلوم به بازیگران پیوست.

### فیلمبرداری
قرار بود تصویربرداری اصلی در ونکوور در ۱۴ اوت ۲۰۲۳ آغاز شود، اما به دلیل اعتصاب انجمن نویسندگان آمریکا و اعتصابات ۲۰۲۳ سگ-افترا برای مدت نامعلومی به تعویق افتاد. پس از پایان اعتصابات در اوایل نوامبر ۲۰۲۳، طبق گزارش‌ها قرار بود فیلمبرداری در اوایل سال ۲۰۲۴ آغاز شود با این حال، در اواخر نوامبر ۲۰۲۳، اعلام شد که تولید این پروژه به‌طور رسمی پس از فصل تعطیلات همان سال آغاز خواهد شد. در ژانویه ۲۰۲۴، رونینگ فاش کرد که تولید آن آغاز شده‌است، البته تحت عنوان کاری Velcro. جف کرونن‌وث به عنوان فیلمبردار فعالیت می‌کند.